# Union civique radicale antipersonnaliste
Pour les articles homonymes, voir Union civique radicale (homonymie).

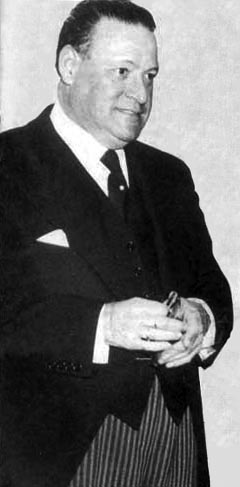
Le radical antipersonnaliste Roberto Marcelino Ortiz fut président de la Nation argentine de 1938 à 1942.

L’Union civique radicale antipersonnaliste (en espagnol Unión Cívica Radical Antipersonalista) était un parti politique argentin, fondé en 1924 par sécession d’avec l’Union civique radicale (UCR). Sous cette étiquette s’étaient regroupés les radicaux opposés au président radical Yrigoyen, en raison de son mode de gouvernement (trop vertical et personnaliste) et de dissensions idéologiques. L’UCR antipersonnaliste donna plusieurs ministres au gouvernement du président (également radical) Alvear, mais après que le clivage interne du radicalisme se fut cristallisé en un rude affrontement électoral en vue du scrutin présidentiel de 1928, les candidats antipersonnalistes furent sévèrement battus par le candidat Yrigoyen, qui fut élu pour un second mandat. Celui-ci une fois renversé par le coup d’État de 1930, auquel nombre d’antipersonnalistes avaient eu leur part, l’UCR antipersonnaliste fonda, aux côtés de quelques partis conservateurs, la coalition politique nommée Concordancia, destinée à gouverner durablement l’Argentine, notamment au moyen de simulacres d’élections, dont étaient proscrits les yrigoyénistes et qui restent emblématiques du régime dit de la Décennie infâme. Celui-ci renversé à son tour par un coup d’État en 1943, l’UCR antipersonnaliste disparut peu à peu de la scène politique argentine.

## Histoire
Une partie des radicaux argentins professait le plus grand attachement au principe politique de l’impersonnalité de la coalition, principe mis en avant, au moment de la fondation de l’Union civique radicale (UCR) en 1891, par Leandro Alem comme l’une des « quatre bannières » sous-tendant le radicalisme — les trois autres étant la liberté politique, l’honneteté administrative et le sentiment national —, et critiquait le style dirigeant par trop vertical et personnaliste d’Hipólito Yrigoyen, président radical élu en 1916. Ces radicaux dits antipersonnalistes, dont beaucoup se rattachaient à un vieux noyau de partisans de Leandro Alem remontant aux premières années d’existence de l’UCR, étaient dénommés les Rouges, par opposition à la nouvelle ligne de direction qu’incarnait Hipólito Yrigoyen, dont les soutiens reçurent pour nom les Lyriques. 
Après qu’en 1922 Marcelo T. de Alvear eut succédé à Hipólito Yrigoyen à la présidence de la Nation, une âpre confrontation eut lieu entre les deux dirigeants radicaux, laquelle exacerba encore la division interne de l’UCR. Plusieurs radicaux antipersonnalistes, comme Vicente Gallo, Roberto Marcelino Ortiz et Tomás Le Breton, puis plus tard José Pascual Tamborini, furent nommés ministres par Alvear.
En 1924 fut fondée l’Union civique radicale antipersonnaliste, dont prendront la tête Leopoldo Melo et Vicente Gallo, avec à leurs côtés notamment Tomás Le Breton, José P. Tamborini, José C. Crotto, les principistas d’Entre Ríos emmenés par Miguel Laurencena, et le futur président de la Nation Roberto Marcelino Ortiz. Le lencinismo de la province de Mendoza et le bloquisme de la province de San Juan se rallièrent également au radicalisme antipersonnaliste, quoique sans renoncer pour autant à leur propre identité. Marcelo T. de Alvear, s’il appuyait bien les antipersonnalistes, n’ira cependant jamais jusqu’à se rallier à eux ouvertement, et quand en 1926, la faction tenta de lancer la procédure d’intervention fédérale (c’est-à-dire de mise sous tutelle directe temporaire par l’État central) contre la province de Buenos Aires, afin de réduire les possibilités électorales de l’yrigoyénisme, Alvear y fera obstacle, ce qui nuira notablement à l’antipersonnalisme. 
En 1927, l’Union civique radicale antipersonnaliste élut comme son candidat à la présidence Leopoldo Melo, en binôme avec Vicente Gallo comme candidat à la vice-présidence. Le duo, lancé en guise d’alternative à la candidature d’Hipólito Yrigoyen, fut aussitôt appuyé par la Confédération des droites, qui réunissait tout l’éventail politique conservateur. L’élection, fixée au 1er avril 1928, qui s’était polarisée entre les deux candidats radicaux, se solda par la victoire écrasante d’Yrigoyen, qui eut 840 000 voix sur son nom, contre 440 000 pour Melo/Gallo.

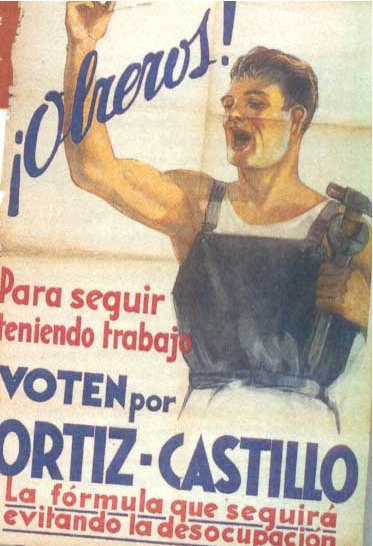
Affiche de la Concordancia (1938).

Les antipersonnalistes furent nombreux à prendre une part active au coup d’État du 6 septembre 1930 mené par José Félix Uriburu, qui renversa Yrigoyen, et le Parti antipersonnaliste exprimera son soutien au gouvernement militaire par un manifeste en date du 25 septembre.
En 1932, l’UCR antipersonnaliste conclut avec le Parti démocrate national et le Parti socialiste indépendant une alliance politique baptisée Concordancia, laquelle remporta les élections et porta à la présidence de la Nation Agustín P. Justo. Le scrutin du reste demeure contestable, attendu notamment que l’yrigoyénisme avait été interdit de participation à ces élections et que l’UCR avait résolu de les boycotter.
L’UCR antipersonnaliste sera représenté dans le gouvernement de Justo par trois ministres : Leopoldo Melo, au titre de ministre de l’Intérieur, Roberto M. Ortiz, au titre de ministre des Finances, et Manuel Maria de Iriondo. Au cours de la décennie 1930, le groupe parlementaire de l’UCR antipersonnaliste comptera jusqu’à une soixantaine de députés.
En 1938, le radical antipersonnaliste Roberto M. Ortiz fut élu président de la Nation sous l’étiquette de la Concordancia, emportant le scrutin devant le candidat de l’UCR, Marcelo T. de Alvear, réadmis à concourir électoralement.
Cependant, le bloc parlementaire de l’UCR antipersonnaliste verra ses effectifs baisser progressivement, jusqu’à disparaître complètement dans les années 1940. En 1946-1947, Julio Agustín Vanasco était le seul député à siéger au Congrès pour l’UCR antipersonnaliste, et le parti sera finalement dissous en 1947.

## Corrélats
- Union civique radicale
- Concordancia